# Waven
Waven est un jeu vidéo de rôle (ou RPG), développé, édité et distribué par Ankama Games. Annoncé en 2016 pour MacOS, Windows, iOS et Android, il est en cours de développement. Le premier alpha-test sort en 2019, la phase d'accès anticipé débute le 16 août 2023 sur PC et le 2 juillet 2024 sur mobile.
Cinquième RPG d'Ankama, Waven fait suite à Dofus et Wakfu et prend place dans l'univers du Krosmoz. Il se déroule quelques dizaines d'années après la fin de la série animée Wakfu, dans un monde submergé par la montée des eaux. Le jeu est orienté selon deux modes de jeu : les combats joueur contre joueur et l'exploration d'un monde suivant une trame narrative avec des combats contre l'environnement.

## Trame

### Univers
Waven prend place dans le Krosmoz, un univers transmédia composé de jeux vidéo, de bandes dessinées, d'animations, etc.. Le jeu se situe chronologiquement 10 ans après les événements de la saison 4 de la série télévisée d'animation Wakfu.

### Synopsis
Le Monde des Douze a été ravagé par une guerre interstellaire, et l'eau, qui avait déjà englouti de nombreux territoires avant le jeu Wakfu, continue de monter dangereusement. Des régions entières sont détruites. Seule la magie empêche une destruction complète de la planète. Les habitants de celle-ci, appelés Douziens, n'ont désormais plus assez de place pour vivre. Ils doivent se réfugier dans des havres-îles, des refuges offerts par leurs dieux.

## Système de jeu

### Généralités
Comme ses prédécesseurs, Waven est un jeu de rôle en ligne massivement multijoueur, proposant des combats tactiques au tour par tour. Alors que Dofus et Wakfu sont centrés sur le combat contre l'environnement, Waven est dès sa création orienté pour les combats joueur contre joueur, avec la volonté de s'exporter vers l'esport.
Le jeu, utilise le moteur Unity, et propose des graphismes en 3D isométrique. Il est le deuxième jeu d'Ankama sur Unity, après Krosmaga, qui a pu servir de test pour les développeurs.

### Classes jouables

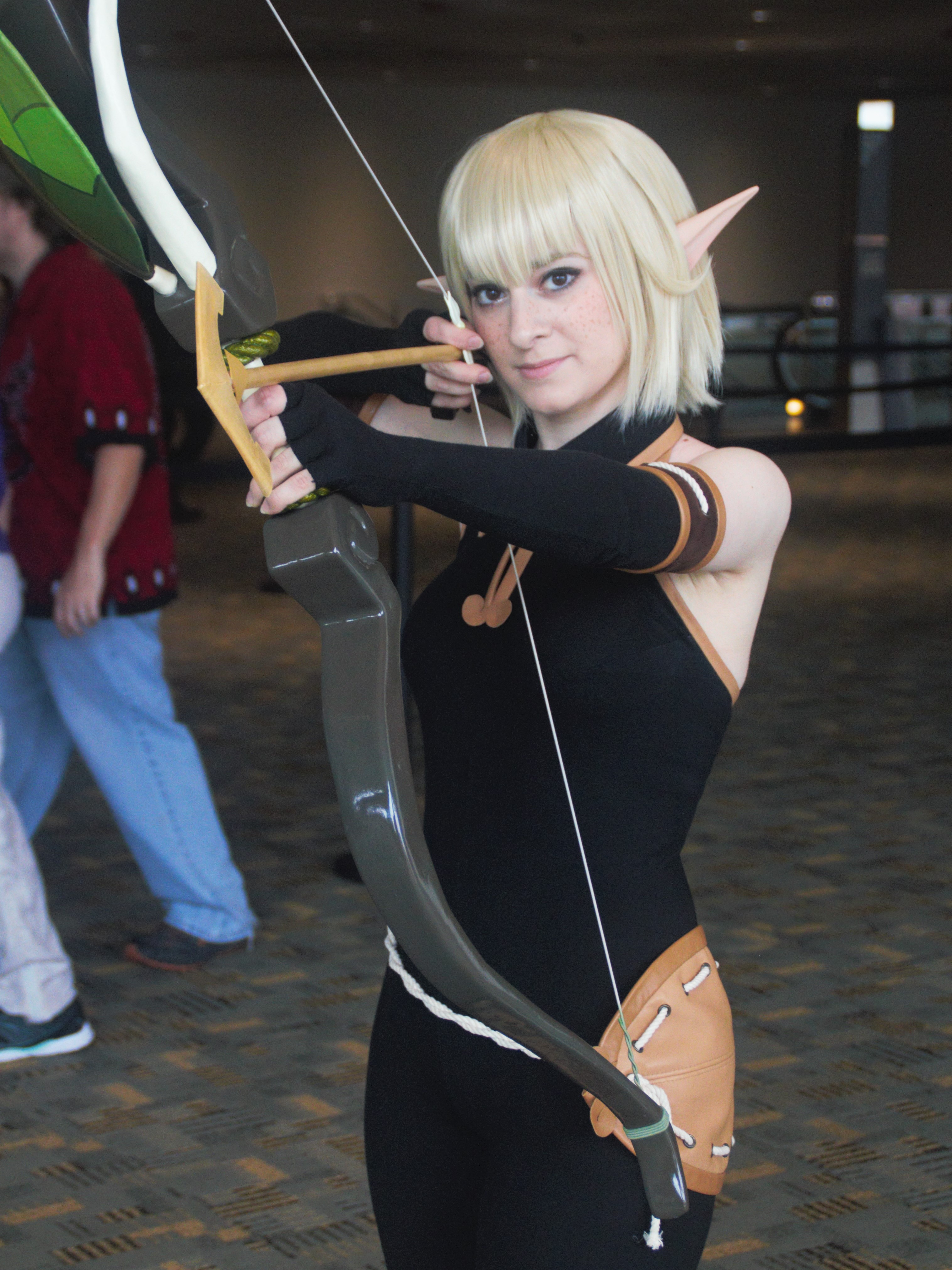
La Crâ Evangelyne, personnage principal de la série Wakfu, est un compagnon jouable dans Waven.

Comme dans Dofus ou Wakfu, le joueur de Waven doit choisir d'incarner une classe de personnage de l'univers d'Ankama parmi plusieurs proposées. Cinq classes sont sorties pour l'accès anticipé du jeu — Crâ, Eniripsa, Iop, Sram et Xélor — et d'autres sont prévues. Il peut changer de classe à tout moment du jeu. Chaque classe a sa particularité : la classe Crâ joue avec des « mires », des jauges qui offrent des bonus pour les sorts joués, l'Eniripsa est spécialisé dans le soin et la gestion des compagnons, le Iop sur le combat au corps à corps, le Sram manie les pièges et les déplacements, tandis que le Xélor utilise des mécanismes appelés « Sinistro » qui lui confèrent différents bonus. Deux classes ayant été disponibles pendant les phases d'alpha test sont retirées pour la sortie du jeu et seront réimplémentées plus tard : l'Osamodas peut invoquer une créature alliée et le Sacrieur, un berserker devenant plus puissant lorsqu'il est blessé ou atteint un faible niveau de vie.
Chaque classe bénéficie de cinq armes différentes, qui déterminent son gameplay avec des caractéristiques dédiées, une compétence, un sort et un effet passif spécifique, ainsi qu'une apparence unique. Le joueur peut associer à son personnage des sorts d'un ou plusieurs éléments parmi les quatre existants en jeu : air, eau, feu et terre. Le personnage incarné par le joueur est nommé « héros », par comparaison aux « compagnons » invocables.

### Havre-île
L'havre-île est une petite île qui sert de base pour le joueur. Grâce à la carte, il peut rejoindre le monde ouvert pour atteindre les îles et y lancer des combats entre joueurs ou rentrer dans un donjon. Il existe quatre thèmes différents pour les îles, chacun correspondant à une nation du Monde des Douze (Astrub, Amakna, Bonta, Brakmar). Chaque île majeure (nations d'Astrub, Amakna, Bonta, Brakmar) est entourée de 3 îles mineures en lien avec la nation "mère" (par exemple, l'île de Brakmar, peuplée de brigands et vouant un culte aux démons, est entourée de l'île des Bworks, du bateau Vampyre et de l'île des Chafer).

### Combat
Le joueur dispose de trois types de combats : contre l'environnement dans des quêtes du monde ouvert ou dans des donjons ou contre d'autres joueurs dans des combats solo ou en équipe.

#### Deck et compagnons
Il existe une cinquantaine de sorts par classe, divisés en quarante sorts élémentaires communs à la classe et dix sorts neutres déblocables au fur et à mesure de l'avancée dans le jeu. À ceux-là peuvent s'ajouter de quatre à six sorts spécifiques à l'arme choisie. En combat, le joueur ne peut utiliser que neuf à quinze sorts, qu'il dispose dans un deck.
Certains sorts permettent d'obtenir des points élémentaires en fonction de leur élément. Ils peuvent être dépensés pour pouvoir invoquer un « compagnon » affilié au même élément. Les compagnons sont des alliés qui possèdent leurs propres caractéristiques, ainsi que des effets passifs ou directs. D'autres apportent un sort dans la main du joueur, qui reviendra de manière cyclique comme les sorts basiques tant que le compagnon est en vie. Un joueur peut posséder jusqu'à quatre compagnons dans un combat, à des coûts de points élémentaires variants. Il les choisit lors de la construction de son deck ; ils représentent des personnages déjà apparus dans d'autres œuvres du Krosmoz.

#### Système de combat

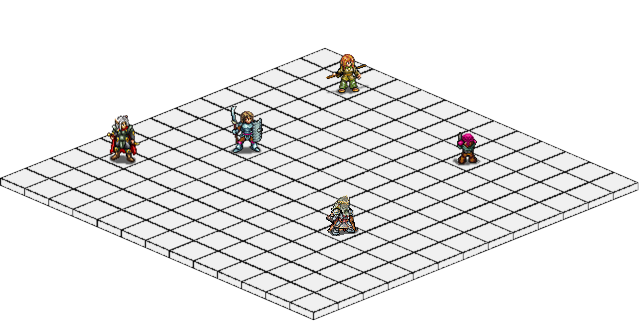
Représentation en vue isométrique d'un combat tactical RPG, semblable aux arènes de Waven.

Lors d'un combat joueur contre joueur, ces derniers luttent dans des arènes de combats semblables à des échiquiers, choisies aléatoirement. Ils sont placés aux extrémités de l'arène. Les combats se font au tour par tour. Lors d'un tour de combat, le joueur peut effectuer différentes actions. Il a la possibilité de se déplacer, une fois seulement, au moyen de « points de mouvement » (abrégés en PM). Bonus et malus non compris, il possède trois ou quatre PM en début de tours. Il peut aussi invoquer un compagnon à proximité de son personnage, en dépensant les points de ses jauges élémentaires.
Les joueurs combattent principalement avec des sorts, des actions magiques qui peuvent cibler n'importe quelle case de l'arène, sans restriction de  portée, sauf exception. Ils coûtent des points d'action (PA) ; il est possible d'en lancer tant que le personnage a suffisamment de PA. Le joueur ne peut avoir dans sa main qu'un nombre limité de sorts. Après en avoir utilisé un, le sort est placé en dessous du deck, avant de revenir au bout de quelques tours. Le faible nombre de sorts les fait revenir de manière cyclique et permet au joueur d'organiser des stratégies de combos à l'avance, mais aussi d'anticiper les actions de l'ennemi. Certains sorts élémentaires appliquent un état à la cible, qui permet par la suite de déclencher des effets secondaires lorsqu'elle est visée. Les états sont définis en fonction de l'élément de l'attaquant. D'autres sorts et effets génèrent des PA supplémentaires pour le héros, qui sont placés dans une réserve. Lorsque le joueur souhaite dépenser ces points, il les ajoute tous à son capital de PA pour un tour. Les PA et les PM se régénèrent automatiquement à la fin du tour d'un personnage.
Le sort est la méthode d'attaque principale, mais un personnage peut aussi frapper au corps à corps l'ennemi en lui infligeant autant de dégâts qu'il a de points d'attaque (AT). Il ne peut utiliser ce pouvoir qu'une fois par tour. Les dégâts qu'un personnage reçoit lui font perdre des points de vie (PV). Lorsque ceux-ci tombent à zéro, il meurt. La mort d'un compagnon le rend indisponible jusqu'à la fin du combat. Celle d'un héros, ou de tous les héros d'une même équipe, provoque la fin du combat et la défaite de l'équipe mise KO. Dans un combat en équipe, si un héros meurt, ses compagnons disparaissent, mais lui reste présent en jeu sous la forme d'un fantôme. Il ne peut qu'attaquer au corps à corps et jouer un sport spécial par tour, à usage unique pour toute la partie.

#### Donjons
Les donjons sont des instances qui proposent à un joueur ou un groupe de joueurs une série de combats contre l'environnement les opposant à une famille de monstres. Ils sont découpés en plusieurs salles, ; des salles alternatives permettent d'allonger la durée de jeu et la difficulté.

## Développement

### Starfu
Starfu, nom provisoire, est un projet de jeu vidéo pensé depuis les années 2000 pour conclure la trilogie formée par Dofus et Wakfu. Il devait prendre place dans l'espace (le monde terrestre ayant été détruit) plusieurs milliers d'années après Wakfu, et devait lier jeu en ligne massivement multijoueur et shoot 'em up. En 2008, lors du développement de Wakfu, le cofondateur d'Ankama Anthony « Tot » Roux parle d'un début de développement pour Starfu « avec un peu de chance »  quatre ans plus tard. Il avait aussi l'idée de développer simultanément une série mi-live mi-animation 2D. Le projet est finalement abandonné.

### DeDofus 3àWaven
En novembre 2016, Anthony Roux annonce lors d'une conférence au Toulouse Game Show un nouveau jeu qui bouclera la trilogie, nommé provisoirement Dofus 3. Il le présente comme orienté joueur contre joueur, cross-plateforme, avec un modèle économique en free-to-play. Son développement débute à la fin de l'année suivante. Il change par la suite de nom pour Dofus Cube, Wakfu Heroes puis finalement Waven, son nom définitif présenté en juin 2018. Les premières images dévoilées présentent un monde composé de cubes, un aspect qui sera abandonné par la suite.
Les jeux mobiles occupant une place importance dans l'industrie vidéoludique, la volonté de concevoir un jeu jouable à la fois sur mobiles et sur PC n'est pas nouvelle chez Ankama. Krosmaga, sorti en 2017, en est la première expérience. Cependant, ayant été premièrement conçu pour une version sur ordinateur, le jeu est difficilement jouable sur des petits écrans, ce qui pose d'importants problèmes d'ergonomie. Pour ne pas réitérer la même erreur, Waven est conçu simultanément pour appareils mobiles et PC.
À la mi-2018, c'est une équipe de cinq personnes qui est chargée du développement du jeu.

### Premières versions jouables
Waven est présenté pour la première fois au public du 5 au 8 juillet 2018 à la Japan Expo, puis à la Paris Games Week en octobre. Il est testable en version pré-alpha, avec uniquement des combats un contre un et deux classes : Xélor et Iop. Le premier alpha-test est lancé le 20 mars 2019, en fermé, pour un millier de joueurs. Cinq classes sont alors disponibles (Eniripsa, Iop, Osamodas, Sram, Xelor), ainsi que 60 compagnons. Les combats proposés sont uniquement en un contre un. Pour cause d'un suivi compliqué des retours des joueurs, d'un manque de contenu disponible ainsi que d'un manque d'effectifs, elle est fermée en mai. Une dizaine de personnes intègrent alors l'équipe chargée de Waven.
Un alpha-test ouvert à tous est lancé le 30 juillet, avec l'arrivée du combat deux contre deux. D'autres alpha-test suivent de 2020 à 2023, pour un total de 11 phases de test. L'accès anticipé du jeu débute le 16 août 2023 sur pc et se poursuit jusqu'à la sortie du jeu complet. Cette période vise à présenter en accès libre et sans remise à zéro de la progression des joueurs le système de combat joueur contre l'environnement et joueur contre joueur, ainsi que les premières quêtes du jeu final, dont la sortie officielle est prévue en fin d'année 2023, avant d'être repoussée à 2024. L'alpha bénéficie d'ajouts réguliers de contenu et de la sortie de la version mobile le 2 juillet 2024, en accès anticipé.

## Jeu de figurines
En 2018, Ankama annonce la conception d'un jeu de figurines inspiré de Waven, où les joueurs peuvent lancer des combats semblables au jeu vidéo.